# 米斯特科河
米斯特科河是墨西哥的河流，位於該國中南部，河道全長175公里，流域面積7,167平方公里，流經瓦哈卡州和普埃布拉州，平均流量每秒26.4立方米。